# 谢尔盖·斯洛尼姆斯基
谢尔盖·米哈伊洛维奇·斯洛尼姆斯基（俄语：Сергей Михайлович Слонимский，1932年8月12日—2020年2月9日），苏联及俄罗斯作曲家，钢琴家，音乐教育家。

## 生平
1932年8月12日生于列宁格勒。6岁进入列宁格勒钢琴作曲班学习，7岁就创作了第一批音乐作品。1941年苏德战争爆发后撤离至莫斯科，曾短暂在莫斯科音乐学院附属音乐学校学习。1945年战争结束后回到列宁格勒，随萨弗申斯基学习钢琴，随阿拉波夫学习作曲。1950年考入列宁格勒音乐学院，师从叶夫拉霍夫学习作曲，尼利先学习钢琴。1957年，创作的第一部交响乐曲《狂欢节序曲》举行首演。1959年留校理论作曲系任教。这一时期，他对普羅科菲耶夫的交响乐作品做了深入的研究，1963年获副博士学位。1967年，开始在作曲教研室教授作曲课，1976年晋升教授。培养了瓦西里耶娃等众多学生。1978年获功勋艺术工作者称号。1983年获格林卡艺术奖。1987年获俄罗斯人民艺术家称号。1993年当选俄罗斯教育科学院院士。2002年获俄罗斯联邦国家奖。2010年获肖斯塔科维奇奖。2015年获柴可夫斯基奖。
2020年2月9日逝世，终年88岁。

## 音乐理论
斯洛尼姆斯基的音乐作品语言多样，不但继承了俄罗斯音乐传统，还运用了新音乐的技法，与绘画艺术风格相互交融。早期的创作常采用先锋派技法，并独特地发扬俄罗斯民间音乐的传统。20世纪末，开始提倡“充分表现现代思想的多风格综合体”的理念与应用，进一步扩展了创作的领域。代表作《24首前奏曲与赋格》创作于1993年12月至1994年1月，属于复调体裁作品，把传统复调作曲手法和现代音乐思维逻辑相结合，是柴可夫斯基國際音樂比賽的指定曲目。

## 主要作品
歌剧
- 《维利涅亚》（1965年－1967年）
- 《大师与玛格丽塔》（1970年－1972年；1989年首演）
- 《玛丽·斯图亚特》（1978年－1980年）
- 《哈姆雷特》（1990年－1991年）
- 《约翰·格罗兹内的幻觉》（1993－1995年；1999年首演）

芭蕾舞剧
- 《伊卡洛斯》（1965年－1970年）

交响音乐
- 34首交響曲
- 3部《交响组曲》（1970年、1994年、1999年）
- 《交响经文歌》（1994年）
- 《小交响曲》（1996年）
- 《交响序曲——圣彼得堡风景画》（1996年）

室内乐有
- 《滑稽协奏曲》（1964年）
- 木管五重奏《对话》（1964年）
- 《弦乐四重奏——“唱和”》（1968年）

钢琴曲
- 《24首前奏曲与赋格》（1993年－1994年）
- 《第二钢琴协奏曲》（2000年）

大型声乐
- 康塔塔《合唱之声》（1962年－1963年）
- 康塔塔《一天的生活——为纪念施尼特凯而作》（1998年）
- 《安魂曲》（2003年）

## 家庭
- 曾祖父：哈伊姆-泽里克·斯洛尼姆斯基（1810年－1904年），波兰（当时属于俄罗斯帝国格羅德諾省）犹太学者、发明家。
- 祖父：列昂尼德·斯洛尼姆斯基（1850年－1918年），作家。
- 父亲：米哈伊尔·列昂尼多维奇·斯洛尼姆斯基（1897年－1972年），作家。
- 伯父：尼古拉斯·斯洛尼姆斯基（1894年－1995年），指挥家，作曲家，钢琴家。
- 妻子：赖莎·尼古拉耶夫娜·斯洛尼姆斯卡娅（1948年－）

## 延伸阅读
- 斯洛尼姆斯基. . 人民音乐出版社. 2008年3月. ISBN 9787103034309.
- 张旭冬. . 21世纪中国音乐学文库. 人民音乐出版社. 2013年11月. ISBN 9787103041567.